# Edmund von Engeström
Lars Stanislaus Edmund von Engeström, född 15 september 1819 i Preussen, död 9 mars 1871 i Stockholm, var en svensk kammarherre.

## Biografi
Edmund von Engeström föddes 1819 i Preussen. Han var son till greve Stanislaus von Engeström och Augusta Vilhelmina von Bardeleben. von Engeström blev 1838 student vid Uppsala universitet och blev vid faderns död 1850 greve. Han blev 26 oktober 1858 kammarherre och fick 19 juli 1864 kungliga majestäts tillstånd till kungliga biblioteket och nationalmuseum överlämna de samlingar av böcker och manuskript, med mera. von Engeström avled 1871 i Stockholm.

### Familj
von Engeström gifte sig 1853 med grevinnan Olga Bobrinska (1825–1888), dotter till greve Paul Alexeivitj Bobrinski och grevinnan Julia Stanislavovna Sonocka Belinska.